# Швидкісна дорога S10 (Польща)
Швидкісна дорога S10 — польська швидкісна дорога Щецин — Нарушево, що будується. З'єднає комплекс морських портів Щецин-Свіноуйсьце з Варшавською агломерацією. Це буде широтний з’єднувач автомагістралі A6, швидкісних доріг S11, S5 та автомагістралі A1, що проходить поздовжньо, і запланованої транзитної кільцевої дороги Варшави S50 у формі кільця.
На місцевому рівні це створить важливу автомобільну транспортну вісь між столицями Куявсько-Поморського воєводства Бидгощем і Торунем (альтернатива DK80), це кільцева дорога для Старгарда, Валча, Бидгоща і Торуня; у майбутньому вони будуть побудовані або модернізовані до класу швидкісних доріг в обхід Піли, Накло та Плоцька.
У 2019 році в Бидгощі була створена асоціація органів місцевого самоврядування, розташованих на трасі запланованої швидкісної дороги. Членами-засновниками асоціації є дев’ять місцевих органів влади: Бидгощ, Піла, Плоньськ, Залуський, Накло над Нотецею, Нова Вєсь Велька, Мроча, Висока та Західнопоморське воєводство.

## Дивись також
- Автостради та швидкісні дороги в Польщі